# Aigle de Florès
Nisaetus floris
Espèce
Statut de conservation UICN

 CR C2a(ii) : 
En danger critique
Statut CITES
L'Aigle de Florès (Nisaetus floris) est une espèce d'oiseaux de la famille des Accipitridae. Elle était et est encore parfois considérée comme une sous-espèce de l'Aigle huppé (N. cirrhatus). Elle a été classée par l'UICN en Danger critique d'extinction. Des programmes de réintroduction sont en cours.

## Répartition
Cette espèce est endémique des petites îles de la Sonde (Florès, Sumbawa, Lombok,  Satonda, Rinca, Komodo et Alor) ; elle fréquente les forêts de plaine et de sub-montagne jusqu'à 1 600 m d'altitude.